# Bannisdale Beck
Der Bannisdale Beck ist ein Wasserlauf im Lake District, Cumbria, England. Er entsteht am Bannisdale Fell südlich des Pillar und fließt in südöstlicher Richtung bis zu seiner Mündung in den River Mint.